# 喇叭箭竹
喇叭箭竹（学名：Fargesia extensa）为禾本科箭竹属下的一个种。

## 扩展阅读
- 維基物種上的相關：喇叭箭竹